# 海琛號防護巡洋艦
海琛号防护巡洋舰是清朝末期订购的一艘防护巡洋舰，为海容级巡洋舰三号舰。辛亥革命后本舰参加革命，加入民国海军，经历了军阀混战的动荡时代，最终1937年淞沪会战期间在江阴要塞附近自沉。
清末总理衙门主持海军建设时期，所购军舰均以“海”字开头。本舰作为甲午战争中国惨败后海军重建时期新购主力军舰之一，舰名寓意“成果昭著”。

## 设计和概述
甲午战后，中国谋求重建海军，伏尔铿方面为中方提供数个前无畏舰方案之余，也设计了一款辅助主力舰伴随作战的防护巡洋舰。本舰全长100米、宽12.5米、吃水4.877米。外观上最大的特征是4个巨大的送风筒。舰上安装4座圆形锅炉，为两台四缸三胀往复蒸汽机提供蒸汽。设计动力7,500匹馬力（5,600千瓦特），19.5節（36.1每小時）；实际达到8,400匹馬力（6,300千瓦特），德国海试时达到20.75節（38.43每小時）的好成绩，不过中方接收时因为路途遥远，尚未进行彻底维护，航速稍有衰减，为20.25節（37.50每小時）。
武器方面，主炮为三门克虏伯40倍径150毫米速射炮，艏楼两门并排布置，艉楼一门。副炮为8门克虏伯40倍径105毫米速射炮，全部分布在左右两舷，其中靠近艏艉楼的4门安装在舷侧耳台。轻武器为哈乞开斯37毫米机关炮6门，前后飞桥两侧各配备一门，另两门位置不详。6挺马克沁8毫米机枪全安装在作战桅盘上，前后桅各3挺。另有一门21倍径60毫米舢板炮一门。鱼雷方面，共装备3具450毫米鱼雷发射管，舰艏水下一具，左右舷各一具。
防护方面，装甲甲板倾斜部分为56毫米，轮机舱部分加强到76毫米；水平部分40毫米。主副炮炮盾为25毫米，司令塔50毫米。

## 舰历

### 建成至清末
1895年甲午战争刚结束不久，清政府就开始了海军重建计划。1896年10月中旬，清廷与德国伏爾鏗造船廠签订了购买3艘防护巡洋舰的合同。1898年2月12日海琛号下水，7月4日海试，7月22日回国，9月21日抵达大沽口，正是慈禧太后临朝听政的同一天。
1899年，清朝重新组建北洋水师，以原北洋将领、提督衔补用总兵叶祖珪任统领，萨镇冰任帮统。海琛号成为新北洋水师主力舰之一。

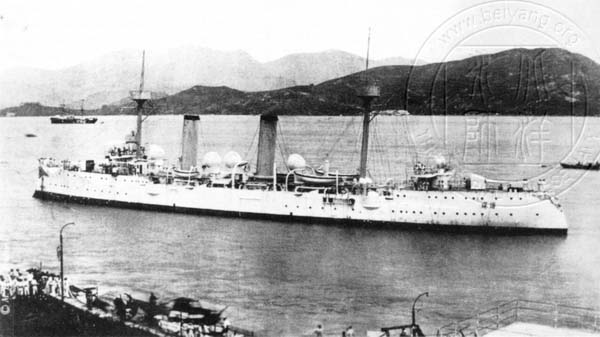
海琛号。海琛号刚建成时为白色涂装，不同于两艘姊妹舰所用的黑色维多利亚涂装。根据舰艏龙纹及后桅盘可知尚未进行现代化改装。

1900年庚子事变爆发，八國聯軍军舰云集大沽口外。当时北洋舰队正在山东一带驻扎，时任山东巡抚袁世凯为保存军舰计，不经中央批准而是自行作出决定，要求北洋舰队南下上海暂避。海琛号在旗舰海天号带领下避往长江，在江阴要塞附近逗留了大概一年时间。
1904-1905年日俄战争期间，陆续有俄国舰艇突围至中国港口接受扣留。1905年俄国第二太平洋舰队接近的时候，海圻、海容、海籌、海琛4舰均在上海进行巡逻，防止扣押的俄舰出逃。双方签订停战协议后，中国海军方才交还俄国军舰。同年秋，中国订购的7台马可尼无线电台全部到达国内，3台由陆军使用，4台安装在当时的4艘巡洋舰（海圻、海容、海筹、海琛）上。
1908年10月30日，美国大白舰队环球航行途中，应邀派出一支分舰队访问厦门。海圻、海筹、海容、海琛全部前往参加接待。
1909年，因清政府希望在浙江新建一处军港，海琛号奉命进行勘测。
1910年4月13日，长沙发生暴动，14日民众捣毁巡抚衙门、焚烧教堂和领事馆。海筹号、海琛号紧急奉调前往当地控制局势。
1911年，海琛号代表清廷出访南洋。

### 北京政府时期
1911年辛亥革命爆发，海军立即动员起来参加对革命军作战。海琛号因备航状态较好，率先响应萨镇冰的号召，10月17日抵达阳逻江面，协助清军对革命军的作战。18日6时，萨镇冰率领海琛号在铁路沿线的江边炮击革命军。15时，革命军攻占刘家庙车站，海琛号等舰遂向革命军后方阵地炮击。交战中海琛号受到数发小口径炮弹命中，但没有爆炸，并未对海琛号造成太大影响。
10月下旬，海容号、海筹号等舰也陆续到达阳逻，加入对革命军的作战。为加强对海军各舰的控制，萨镇冰改旗舰为海容号，长江舰队统领沈寿堃则以海琛号为座舰，同时限制各舰人员往来。但此时三舰依然有不少军官依靠无线电进行联络，并且在各自舰内宣传革命思想。10月26日，海容、海筹、海琛三舰向造纸厂附近的革命军阵地进行炮击，对守军步兵第二协造成严重伤亡，守军被迫撤出阵地。10月27日，海容、海筹、海琛三舰从革命军侧翼炮击，迫使革命军退往大智门一带。28日06:30左右，三舰以及长江舰队各舰一起对武汉的革命军的炮击。双方的命中率都不高，海军炮弹无一命中目标，自身一艘军舰受到革命军火炮击中。20分钟后海军退出战斗。15:20，三舰向汉口对岸武昌青山的革命军炮兵阵地开火，舰炮对革命军的57毫米行营炮造成强大的火力压制，在海军支援下清军成功占领汉口玉带门一带市区。
海军各舰中级军官多同情革命军，因此经常下令炮手故意瞄偏射击。随着革命的进行以及倾向革命的官兵的宣传，三舰官兵渐渐不愿与革命军作战，但也没能说服萨镇冰起义，于是以水位下降、补给不足等为借口，11月12日三舰早上离开武汉准备返回上海。出航不久，海琛号见习士官阳明撤下龙旗，改悬白旗，其余两舰见状也换上了白旗。13日中午三舰悬白旗进入九江，与九江军政分府取得联系，并请领国旗。15日，武汉方面派徐明達、李作栋到达九江接收，三舰正式加入革命军。此时武汉战事紧迫，安徽也动荡不已，在九江起义的海军舰艇决定分为两支，第一舰队以海筹号管带黃鍾瑛为司令，包括海筹、江貞、湖隼三舰，前往安庆；第二舰队以汤芗铭为司令，包括海容、海琛、湖鶚三舰，返回武汉支援作战。
11月18日第二舰队离浔返汉。19日11时，第二舰队三舰从青山向刘家庙一带清军进行炮击。同月22日，海容号、海琛号奉鄂军都督黎元洪命令，在武汉谌家矶江面炮击清军阵地，掩护革命军第三协渡江作战。清军三道桥附近的炮兵阵地进行回击。清军装备有100毫米以上火炮，对海容号、海琛号给予一定的打击，两舰各受炮弹命中，共伤亡十余人。海容号右舷、后桅、烟囱等受损，海琛号鱼雷舱附近中弹。两舰的炮击则杀伤清军第四镇400多人。23日，海容号、海琛号掩护革命军一部从青山渡江，向刘家庙进攻。清军腹背受敌，退至二道桥。24日清军发起反击，革命军伤亡惨重，退回青山。25日早上，革命军再次由海军掩护，在阳逻登陆，然而依旧无法建立稳固的阵地，只能撤回江对岸。
同年12月7日，长江水位下降，革命军各巡洋舰退至九江。12月18日南北议和，各舰返回上海休整。
1912年1月，民國臨時政府下令进行北伐。海容、海筹、海琛三舰组成北伐舰队，以海军次长汤芗铭为司令。1912年1月16日三舰抵达已经宣布独立的烟台。
辛亥革命后，海容、海筹、海琛进行改装，拆除了后桅战斗桅盘以降低重心，基座依旧保留，作为维护平台用。
1913年二次革命爆发，7、8月间，沪宁各地讨袁军相继起事，动乱中海军站在了北洋政府一边。7月16日上海讨袁军起事，北洋军由海军总司令李鼎新、海军警卫队总执事郑汝成率领，抵挡讨袁军的进攻。7月23日，讨袁军、原松江镇守使钮永建率先进攻江南制造局，北洋军在海筹、海琛、應瑞、肇和、镜清等多艘军舰支援下固守，击退讨袁军多次进攻，并摧毁讨袁军的炮队营。26日海圻号、海琛号、联鲸号炮击吴淞炮台，交战中联鲸号中弹投降，海圻号、海琛号于是退去。8月2日起，海军连续多次攻击炮台，战斗中海圻号、海琛号多有中弹。占领吴淞炮台的讨袁军寡不敌众，且后继乏力，在北洋军的海陆联合攻势面前被迫弃守渡江撤退。上海战事稍平，海军立即投入到对宁作战中去。8月25日，海军总长刘冠雄派出海琛、应瑞、楚同三舰前往大胜关，截断南京守军和芜湖之间的联系。26日，永丰号与海琛号等会合，各舰掩护北洋援军渡江，同时对清凉山、仪凤门及南京城西南一带进行炮击。27日北洋军发起总攻，据守南京的讨袁军全军覆没。
在不晚于护法舰队南下时期，海琛号等的舰艏龙纹拆除，另为降低军舰重心，将前桅一人高的战斗桅盘改为胸墙式样。
1917年5月21日，时任中华民国总统黎元洪下令免去时任国务总理段祺瑞之职，段祺瑞立即以下属督军宣告进行抗衡。为调停府院之争，双方邀请长江巡阅使張勳进京调停。张勋随即解散国会进行复辟。在混乱中，1917年7月6日，应瑞号奉程璧光命令护送孙中山南下广东，10日抵达汕头。然而应瑞号在接获冯国璋电报后即自行北返，孙中山只好转乘先期到达的海琛号，在17日抵达广州。7月22日，海军总司令程璧光、第一舰队司令林葆怿率领海军7艘舰艇南下广州护法，连同驻在广州的海琛号等各舰，组成護法艦隊。9月10日，军政府成立。随即桂系广东督军莫荣新与孙中山一方的矛盾加剧。军政府方面因无财税收入，财政紧张，而桂系向海军承诺每月助饷10万元，成功得到了海军的支持。
1918年1月3日，孙中山以大元帅名义下令豫章号、同安号两舰炮击督军署。程璧光下令海琛号试图前往阻止两舰开炮。事后豫章号、同安号两舰舰长受罚。
1921年4月26日夜，护法舰队非闽籍军官高层举行会议，决定清洗舰队内的闽籍官兵，夺取各舰控制权。孙中山委任鱼雷局局长温树德为临时总指挥，长洲要塞司令陈策为副总指挥。27日，行动开始，行动队迅速控制了海圻号和肇和号，随后以两舰的舰炮指向海琛号，迫使海琛号投降。至16时，全舰队11艘军舰均被非闽籍官兵夺取，闽籍官兵死亡20多人、伤30多人；后大部遣散回福建。
1922年6月16日，陈炯明部发动叛乱，炮击总统府。此时温树德等与陈炯明议和，24日通电要求孙中山下野。7月8日，海圻号、海琛号、肇和号等表态跟随温树德一派。7月底北伐军因粤军第一师阵前倒戈而败退。8月9日孙中山撤离永丰号，前往上海，所有仍效忠孙中山的舰艇其后尽归温树德接收。
1923年1月1日，滇、桂、粤联军会师，共同发动讨陈战争，1月16日攻入广州。此时温树德骑墙不定，一直在陈炯明、孙中山和北京政府之间摇摆。12月18日，温树德率领海圻号、海琛号、肇和号等7舰北上，护法舰队解散。
1924年1月，温树德率领舰队抵达青岛。同年3月22日，海圻号、海琛号、肇和号等6舰组成渤海舰队，由直鲁豫巡阅使吴佩孚直接管辖。
1925年10月19日，原直军陆军检阅使兼第十一师师长、新任第三军军长冯玉祥倒戈，直军败退。渤海舰队依旧留在青岛，奉系直鲁联军张宗昌占领了山东后，海琛号在内的渤海舰队投奔了张宗昌。

### 南京政府时期
1926年7月9日，國民革命軍誓師北伐。1927年3月14日，杨树庄通电参加革命，闽系控制的中央海军归附国民革命军。此后奉系控制的渤海舰队与闽系中央海军长期对峙。
1927年6月，奉系海军正式吞并渤海舰队，随即进行改组，原渤海舰队改为第二舰队。8月4日，海琛号、肇和号两舰的山东籍水兵哗变，海圻号、鎮海號、定海號赶到青岛协助镇压了兵变。
1928年12月东北易帜，第一、第二舰队名称互换。因此海琛号编制也随之变成第一舰队。
在20年代末期，东北海军为海琛号加装了4门型号不详的75毫米炮，两门高射炮，以及4门机关炮。舷侧鱼雷管则因缺乏鱼雷库存而拆除。
1932年，日军发动热河作战。东北海军为防日军从天津内河攻入，决定拆除镇海号、定海号等舰的火炮，舰上满载砂石水泥，随时准备自沉封江，各舰拆卸下来的火炮改装在大沽口外的临时炮台上。海圻、海琛、肇和三舰在烟台、龙口一带待命，准备作战。1933年5月中日签署《塘沽协定》，布防行动解除。
1933年6月25日发生薛家岛事件，海圻、海琛、肇和三舰叛离东北海军，投靠陈济棠。7月，三舰抵粤，编为粤海舰队，司令江西园。
1935年4月，粤海舰队撤销，原三舰并入第一集团军舰队。三舰官兵对此极为不满。6月15日，海圻号、海琛号与粤军不和，再次叛逃，6月19日进入香港以躲避粤军飞机空袭。21日下午，两舰离开香港时，遇到在外海封锁的中央海军第一舰队。陈季良下令旗舰宁海号开炮威吓，迫使两舰退回香港。当晚，宁海号、海容号、海筹号等进入香港，要求两舰交出炮闩，跟随中央海军北上；两舰拒绝。双方僵持到6月底，最终达成妥协，中央海军先行，海圻号、海琛号两舰稍后单独前往上海，因与闽系不和，两舰名义上编入第三舰队，但实际上由南京直辖，不受海军部节制。
1937年初，中日关系日趋紧张，海军部调集主要军舰在南京进行为期三个月的备战演习。海圻号、海琛号两舰因旧隙并未参加。9月20日，军委会下令组建第二道封锁线。25日海圻、海琛、海筹、海容四舰执行命令自沉。海圻号、海琛号两舰同样因故，未在海军相关文件中留下拆卸的记录。
1964年，上海打捞工程局打捞起海琛号，其后拆解炼钢，无任何附属物保留下来。